# Нижняя Белка (приток Желчи)

Нижняя Белка (в верховьях Белка и Верхняя Белка) — река в России, протекает по территории Гдовского района Псковской области. Устье реки расположено на 61 км левого берега Желчи. Длина реки составляет 41 км, площадь водосборного бассейна 199 км².

## Название
В верхнем течении от озера Долгого и до впадения притока Дубского река называется Белка, ниже места впадения название реки изменяется на Верхняя Белка, после озера Забельского  —  на Нижняя Белка.

## География и гидрология
От истока к устью в реку впадают следующие притоки: Антонов, Шумилка, Курейка, Дубский, Межник, а в озеро Забельское впадает река Студенка
. Река протекает через Забельское озеро и протокой сообщается с озером Вилино.
Рядом с рекой расположены три населённых пункта: деревни Лесная, Молоди и Елешно.

## Данные водного реестра
По данным государственного водного реестра России относится к Балтийскому бассейновому округу, водохозяйственный участок реки — Водные объекты бассейна оз. Чудско-Псковское без р. Великая, речной подбассейн реки — подбассейн отсутствует. Относится к речному бассейну реки Нарва (российская часть бассейна).
По данным геоинформационной системы водохозяйственного районирования территории РФ, подготовленной Федеральным агентством водных ресурсов:
- Код водного объекта в государственном водном реестре — 01030000312102000027442
- Код по гидрологической изученности (ГИ) — 102002744
- Код бассейна — 01.03.00.003
- Номер тома по ГИ — 2
- Выпуск по ГИ — 0